# Varšavská církevní provincie

Varšavská církevní provincie

Varšavská církevní provincie je jedna z čtrnácti církevních provincií římskokatolické církve na území Polské republiky.

## Historie
Byla vytvořena dne 12. března 1818 papežskou bulou Militantis Ecclesiae regimini. Její poslední reorganizace byla provedena dne 25. března 1992 bulou Totus Tuus Poloniae populus.

## Členění
Území provincie se člení na tyto diecéze:
- Arcidiecéze varšavská (vznik 1797, do 1818 část Hnězdenské (Poznaňské) církevní provincie)
- Diecéze płocká (vznik 1075; do 1818 část Hnězdenské církevní provincie)
- Diecéze varšavsko-pražská (vznik 1992)

V minulosti byly součástí Varšavské církevní provincie též:
- diecéze krakovská v letech 1818–1880
- diecéze kujavsko-kaliszská v letech 1818–1925
- diecéze augustowská (sejnenská) v letech 1818–1925
- diecéze lublinská v letech 1818–1992
- diecéze sandoměřská, od 1981 sandoměřsko-radomská, v letech 1818–1992
- diecéze siedlecká, do 1924 zvaná janowská nebo podlaská, v letech 1818–1992
- diecéze kielecká v letech 1882–1925
- diecéze lodžská v letech 1920–1992
- diecéze varmijská v letech 1972–1992
- diecéze łowiczská v letech 1992–2004

V letech 1946–1972 byla arcidiecéze varšavská s arcidiecézí hnězdenskou v personální unii.
V čele Varšavské církevní provincie stojí arcibiskup-metropolita varšavský, v současnosti (od roku 2007) kardinál Kazimierz Nycz.